# 丸一仙三
丸一 仙三（まるいち せんざ、1975年9月5日 - ）は、太神楽師。

## 経歴
1975年、山梨県甲府市生まれ。
山梨県立甲府第一高等学校を経て、1998年、國學院大學法学部法律学科卒業。第二期国立劇場太神楽研修生となる。
2001年太神楽研修修了、鏡味仙三郎に入門。社団法人落語協会にて寄席前座修行開始。
2002年前座修行修了、仙三郎社中を結成。
2003年、時代劇ドラマ「夜桜お染」（フジテレビ）にレギュラー出演。平成16年度国立演芸場花形演芸大賞銀賞、平成17年度国立演芸場花形演芸大賞金賞を受賞。
2010年同じく仙三郎社中の鏡味仙花と結婚。2014年、丸一仙三に改名。
2014年春より、山梨県甲州市在住。

## 人物
趣味は登山、演劇観賞。仙三郎社中のメンバーとして、寄席をキーステーションに活動し、全国のイベント、演芸会やテレビ出演のほか、太神楽曲芸協会海外公演（文化庁国際交流支援事業）に参加し、タイ・カンボジア・ラオスなどを訪問。空き缶や牛乳パックを使った「ECO曲芸」を行っている。

## 作品

### テレビドラマ
- 夜桜お染（2003年） - 菊川春吉 役

### CD
- ヨゲンノトリ音頭（2020年11月3日発売）[3]